# Hospodářské společenství států střední Afriky

Členské státy Hospodářského společenství států střední Afriky

Hospodářské společenství států střední Afriky (anglicky Economic Community of Central African States - ECCAS, francouzsky: Communauté Économique des États de l'Afrique Centrale - CEEAC, španělsky: Comunidad Económica de los Estados de África Central - CEEAC, portugalsky: Comunidade Económica dos Estados da África Central - CEEAC) je hospodářské společenství Africké unie na rozvoj regionální ekonomické kooperace ve Střední Africe. Cílem je "dosažení kolektivní autonomie, zvýšení životní úrovně obyvatelstva a udržení ekonomické stability pomocí harmonické spolupráce".

## Historie
Společenství bylo založeno 18. října 1983 na summitu Středoafrické celní a hospodářské unie (UDEAC), z iniciativy Organizace africké jednoty (OAU). V 90. letech byla jeho činnost blokována válkou v Kongu, od roku 1999 se opět oživila a vyhlásila svůj program. Má deset členských států, z nichž 6 jsou také členy hospodářské a měnové unie CEMAC, a sídlí v Libreville (hlavním městě Gabonu).

## Členské státy
- Angola
- Burundi
- Čad
- Gabon
- Kamerun
- Konžská demokratická republika
- Konžská republika
- Rovníková Guinea
- Rwanda
- Středoafrická republika
- Svatý Tomáš a Princův ostrov

## Program
Na konferenci hlav států v Malabo roku 1999 společenství vyhlásilo čtyři hlavní oblasti spolupráce:
- Vyvíjet kapacity pro zajištění míru, bezpečnosi a stability
- Rozvíjet hospodářskou a měnovou integraci
- Vytvořit kulturu pro lidskou integraci
- Vytvořit autonomní mechanismus financování.